# 本·阿恩维克
班捷文·羅拔·"賓"·艾恩域（英語：Benjamin Robert "Ben" Alnwick，1987年1月1日—），是一名英格蘭足球運動員，司職門將。

## 球會
新特蘭
艾恩域出生在諾森伯蘭郡普拉德霍的一個小鎮。他童年時效力普拉德霍青年軍。其後，他在新特蘭正式展開其職業球員的生涯。2004/05球季，他在最後三場聯賽賽事中取代受傷的托马斯·麦赫雷成為球隊的正選門將，他在對李斯特城和韋斯咸的表現使人印象深刻，最終新特蘭在該季贏得英冠及取得升班英超的資格。2005年11月，他曾一度奪去加雲·戴維斯的首席門將地位。儘管表現耀眼，尤其是以2-3的比分不敵熱刺的賽事中撲出羅比·堅尼主射的十二碼，但他依然不獲重用。後來，加雲·戴維斯轉投修咸頓後，他在2006/07球季才穿上1號球衣。
2006/07球季初，球會開局使人失望，艾恩域亦未獲新任領隊萊·堅尼的重用而淪為後備，並由達倫·禾特取代其位置。
熱刺
2007年1月轉會市場開啟後僅兩天，艾恩域以90萬英鎊轉投熱刺，轉會費用可能會增加至最多130萬英鎊，與此同時馬頓·富洛普則以50蘭英鎊身價從熱刺加盟新特蘭。2007年9月，他被外借至英甲球會盧頓，為期三個月。10月，由於保羅·羅賓遜受傷，他因而被熱刺召回。2008年1月7日，他被外借至李斯特城直至球季結束。

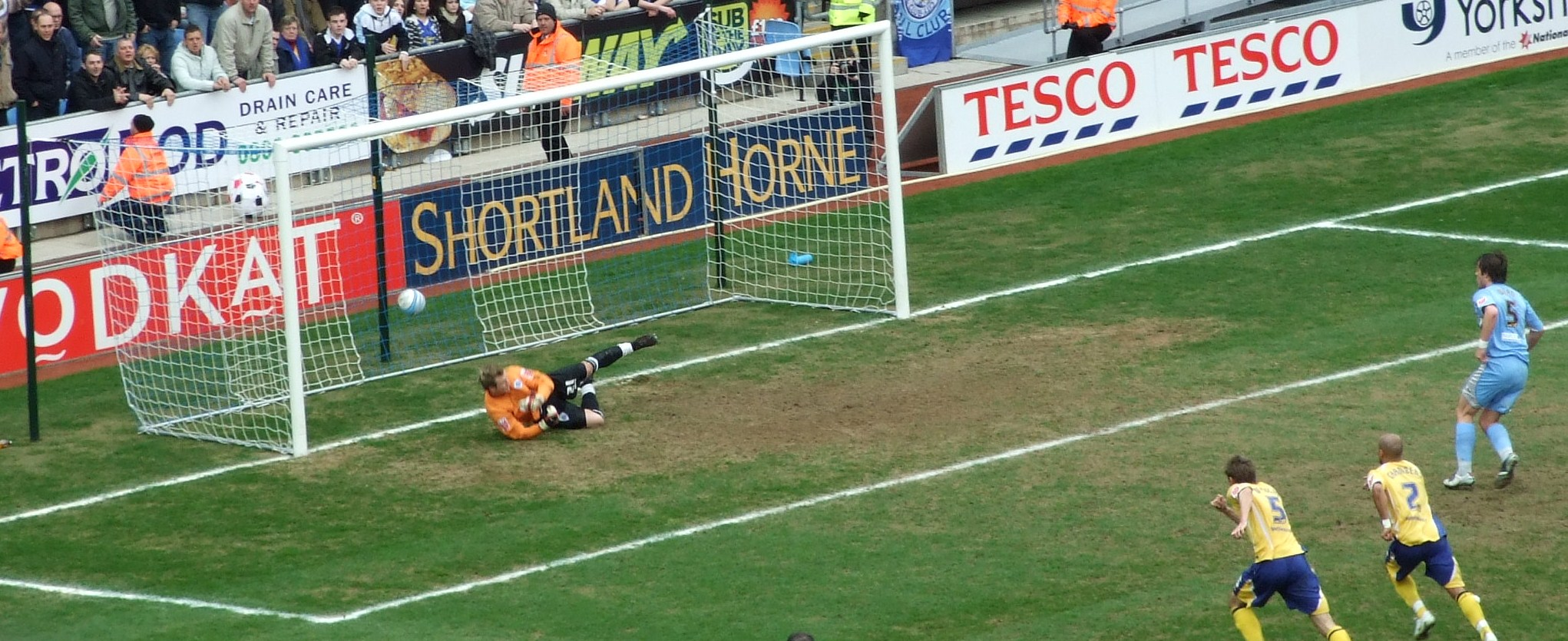
艾恩域在M69打吡於理光運動場內無法撲出十二碼

1月12日，艾恩域在M69打吡於聯賽處子上陣，並在獲加球場以2-0的比分擊敗高雲地利的賽事中不失一球。在他大腿受傷前，他在八場聯賽賽事有四場保持不失球，總共被攻入6球，後來李斯特城在該季降班。
2008年10月16日，艾恩域被初步外借至英甲球會卡素爾，為期一個月。借用期結束後，他被熱刺召回以解決門將荒的問題。他在聯賽盃四強次回合以2-3的比分不敵般尼的賽事中首次代表熱刺上陣，兩回合計，熱刺以6-4的比分擊敗對手晉級。
2009年7月，艾恩域被外借至諾域治，為期三個月。他在以4-0的比分擊敗伊奧維的賽事中處子上陣並不失一球。9月5日，他臀部受傷並預料將會缺陣六週後，他返回熱刺。2010年5月9日，艾恩域在摩亞球場以2-4的比分不敵般尼的賽事中首次於英超上陣。
2010年10月15日，艾恩域被外借至英冠球會列斯聯，為期28天，期間沒有獲派上陣。2011年3月4日他再獲借用到另一支英冠球隊唐卡士打1個月，亦沒有取得上陣機會。
2011年9月9日，艾恩域再被借用至英甲球會奧連特，為期1個月。於上陣3仗後因腹股溝受傷而缺陣，10月11日在傷勢復原後獲延長借用兩個月。
班士利
2012年夏季艾恩域在熱刺經歷5年半被7次外借的人球生涯後約滿遭放棄，於7月5日加盟英冠球會班士利，簽約兩年。
查爾頓
2013年9月4日，艾恩域与查尔顿签订了为期一年的合同。

## 國際賽
艾恩域曾經是英格蘭U16和英格蘭U17國門。
2006年8月15日，艾恩域首次獲徵召出戰對摩爾多瓦U21的賽事，他與另一名未曾代表英格蘭U21上陣的門將祖·赫特獲時任英格蘭U21領隊史超活·皮雅斯選入一隊陣容。
2007年3月24日，艾恩域獲徵召在新溫布萊球場出戰對意大利U21的賽事，但他只是坐在後備席上。2007年歐洲U-21足球錦標賽，他獲選入英軍名單。在他處子上陣後一年，他在阿什頓門對羅馬尼亞U21的友賽中於下半場入替祖·赫特並保特不失球。

## 私生活
2007年，艾恩域與數名一隊球員出現在一套性愛影片上而受到新特蘭的紀律處分。
艾恩域的弟弟杰克·阿恩维克亦是一名門將，曾經效力普拉德霍青年軍及新特蘭青訓學院。他在2008年入學後，轉投新特蘭的東北競爭對手紐卡素。

## 外部連結
- （英文）Ben Alnwick profile （页面存档备份，存于）
- （英文）足球数据库：賓·艾恩域的球员统计数据